# Andrej Babiš
Andrej Babiš, češki politik in poslovnež; * 2. september 1954, Bratislava, Slovaška.
Od decembra 2017 do decembra 2021 je bil predsednik vlade Češke republike in od leta 2012 vodja stranke ANO 2011. Pred tem je bil od leta 2014 do 2017 minister za finance in podpredsednik vlade. Pred vstopom v politiko je bil poslovnež, je eden najbogatejših Čehov.

## Mladost in poslovna pot
Rodil se je in odraščal na Slovaškem, po žametni revoluciji pa se je družina preselila na Češko. Med dolgotrajno poslovno kariero je postal drugi najbogatejši človek na Češkem z ocenjeno neto vrednostjo okoli 4,04 milijarde ameriških dolarjev po poročanju Bloomberga.  Velik del tega premoženja je pridobil, ko je bil predsednik uprave in lastnik skupine Agrofert, ki ima v lasti dva največja češka časopisa, Mladá fronta DNES in Lidové noviny.

## Politika
Babiš je v politiko vstopil leta 2012 in ustanovil stranko ANO 2011. Kljub temu, da je bila nova stranka, je na volitvah 2013 osvojila visok rezultat in končal le tri sedeže za zmagovalcem ČSSD. Novi premier Bohuslav Sobotka je Babiša imenoval na mesto finančnega ministra in podpredsednika vlade. Maja 2017 je Sobotka Babiša po vladni krizi razrešil. Krizo so sprožile obtožbe, da se je Babiš izognil plačilu davkov, ko je bil predsednik uprave Agroferta.

### Predsednik češke vlade
Po volitvah leta 2017 je ANO 2011 postal največja parlamentarna stranka, čeprav zaradi slabega nastopa potencialnih koalicijskih partnerjev ni imel poti do večine. Kljub temu je bil Babiš 6. decembra imenovan za predsednika vlade, teden dni kasneje pa je sestavil manjšinsko vlado, sestavljeno iz stranke ANO 2011 in neodvisnih. Postal je najstarejši in najbogatejši človek, ki je kdaj postal predsednik vlade, pa tudi prvi premier v zgodovini Češke, ki je bil iz druge stranke kot ODS ali ČSSD. Babiš je tudi prvi premier, ki se je rodil zunaj Češke in katerega materni jezik ni češki. Njegova vlada je 16. januarja 2018 izgubila zaupanje v poslanski zbornici, zaradi česar je moral Babiš oblikovati drugo vlado, ki je postala prva po padcu komunizma leta 1989, ki se je zanašala na podporo Komunistične partije.
Češka policija in Evropski urad za boj proti goljufijam (OLAF) sta od leta 2015 do 2017 preiskovala Babiša zaradi obtožb, da je anonimno podjetje, ki ga je nadzoroval, prejelo 2 milijona evrov subvencije iz Evropskega sklada za regionalni razvoj. Septembra 2017 so mu po policijski zahtevi v zvezi s primerom odvzeli poslansko imuniteto, Babiša pa so zaslišali 9. oktobra 2017. OLAF je preiskavo zaključil decembra 2017, v njej je navedel, da je odkril nepravilnosti in podprl ukrepanje češke policije. Vendar pa je bila zaradi ponovne izvolitve Babiša obnovljena imuniteta pred pregonom in poslanska zbornica je 19. januarja 2018 znova glasovala za njeno odpravo. Babiš je bil predmet stalnih kritik političnih nasprotnikov in medijev glede številnih vprašanj, vključno z domnevnim navzkrižjem interesov, njegovo preteklo vlogo v komunistični tajni policiji in obtožbami ustrahovanja nasprotnikov. Njegov mandat in politika sta sprožila številne proteste. Kljub temu ostaja Babiš eden najbolj priljubljenih politikov na Češkem.
Čeprav je Babiševa stranka na volitvah leta 2021 osvojila največ glasov, ji ni uspelo sestaviti koalicije. Novo vlado je stavil Petr Fiala. Babiševo vladanje so zaznamovali težavni odnosi z Evropsko komisijo zaradi njegovega domnevnega navzkrižja interesov in vpletenosti njegovih podjetij v subvencije EU, pa tudi neformalno zavezništvo moči s predsednikom Milošem Zemanom in komunistično partijo – oboje je sprožilo hude kritike opozicije, aktivistov in medijev. Njegova vlada je sprejela politiko, ki se je osredotočala na zvišanje upokojitvene starosti in znižanje pokojnin, medtem ko je povečala davčne olajšave za otroke in plače visokih politikov. Uvedla je elektronsko cestninjenje na avtocestah in elektronske identifikacijske kartice za državljane za dostop do storitev e-uprave. Češki javnofinančni primanjkljaj je leta 2020 znašal 367,4 milijarde čeških kron, kar je bilo največ v tedanji zgodovini Češke. V času, ko je Babiš odhajal s položaja, je bil njegova javnomnenjska podpora v širši javnosti 30-odstotna.

### Kampanja za predsednika države
30. oktobra 2022 je Babiš napovedal, da bo kandidiral na čeških predsedniških volitvah leta 2023. V tednu pred volitvami (v začetku januarja 2023) je ob upokojenem generalu vojske in nekdanjem predsedniku Vojaškega odbora Nata Petru Pavlu veljal za favorita. Babiš se ni udeležil predvolilnih soočenj, z izjemo na TV NOVA, češ da »hočejo mediji iz predsedniških volitev delati predstavo«. Njegove volilne možnosti so se znatno izboljšale v začetku januarja 2023, potem ko ga je mestno sodišče v Pragi oprostilo v primeru domnevne goljufije, ki je vključevala zlorabo subvencij EU. Na predsedniških volitvah je v prvem in drugem krogu končal na drugem mestu, novi predsednik je postal Pavel.

## Zasebno
Prva žena Babiša je bila zdravnica Beata (kasneje Beatrice) Adamičová, sošolka, s katero se je poročil v sedemdesetih letih. Imata dva otroka, Adriano (rojeno 1979) in Andreja (rojen 1982), oba sta bila vpletena v primer Štorkljevo gnezdo. Adriana je od leta 2007 poročena z upraviteljem Agroferta Martinom Bobekom. Od devetdesetih let je Babiš živel s svojo nekdanjo tajnico Moniko Herodesová (rojeno 1974), s katero ima dva otroka, Vivien in Frederika. Tako Monika kot njen brat Martin Herodes sta bila prav tako vpletena v zadevo Štorkljevo gnezdo. Leta 2013 si je Monika spremenila priimek v Babišová, poročila sta se leta 2017. 
Babiš ima dvojno državljanstvo - Češko in Slovaško. Češko državljanstvo je pridobil leta 2000 s prisego, hkrati pa je obdržal slovaško državljanstvo, saj sta oba njegova starša slovaška državljana.